# Nomada obtusifrons
Nomada obtusifrons ist eine Biene aus der Familie der Apidae.

## Merkmale
Die Bienen haben eine Körperlänge von fünf bis sieben Millimetern. Der Kopf und Thorax der Weibchen ist schwarz und ist rot gezeichnet. Letzterer hat manchmal auch kleine gelbliche Flecken. Die Tergite sind rot. Teilweise sind sie stark verdunkelt, teilweise haben sie weißgelbe Flecken. Das Labrum ist schwarz und hat ein kleines Zähnchen. Charakteristisch für die Art ist der abgeflachte Wulst zwischen den Fühlern, der bei ähnlichen Arten als kantiger Stirnkiel ausgebildet ist. Das Schildchen (Scutellum) ist schwarz und trägt deutliche Höcker. Die Schienen (Tibien) der Hinterbeine sind am Ende stumpf und haben vier oder fünf dicke, kurze, kleine Dornen. Die Männchen sind den Weibchen ähnlich, ihre Mandibeln und der Vorderrand der Stirnplatte sind jedoch gelb. Die Hintertibien tragen zwei bis drei kleine Dornen.

## Vorkommen und Lebensweise
Die Art ist in Mittel-, Nord- und Osteuropa verbreitet. Die Tiere fliegen von Anfang Juli bis Anfang August. Sie parasitieren Sandbienen der Art Andrena coitana, vielleicht auch Andrena tarsata.

## Belege
Felix Amiet, M. Herrmann, A. Müller, R. Neumeyer: Fauna Helvetica 20: Apidae 5. Centre Suisse de Cartographie de la Faune, 2007, ISBN 978-2-88414-032-4.